# آرتور ال. نیوتون
آرتور ال. نیوتون (انگلیسی: Arthur L. Newton; ۳۱ ژانویهٔ ۱۸۸۳ – ۱۹ ژوئیهٔ ۱۹۵۰) دونده ماراتن و دونده دو استقامت اهل ایالات متحده آمریکا بود. از افتخارات وی میتوان به کسب مدال طلا دو ۴ مایل تیمی و مدال برنز دو ۲۹۵۰ متر پیاده‌روی و دو ماراتن در بازی‌های المپیک تابستانی ۱۹۰۴ اشاره کرد.